# 農人橋
農人橋（のうにんばし）は、大阪府大阪市中央区にある東横堀川に架かる中央大通の橋。または、同橋東詰の町名。
本項目では、中央大通と松屋町筋の交点である農人橋交差点についても述べる。

## 橋梁
西詰は中央区南本町1丁目・船場中央1丁目・久太郎町1丁目、東詰は中央区本町橋・農人橋3丁目。
中央大通の平面道路の橋で、中央大通の高架道路および阪神高速13号東大阪線を挟んで東行き・西行き二つの橋が架かっている。西行き平面道路＝下流側（南側）の橋が元来の農人橋にあたる。橋の真上には阪神高速1号環状線南行きが交差する東船場JCTがある。
1600年（慶長5年）の記録に久太郎町橋と記されている橋が最初の農人橋といわれている。江戸時代後期に刊行された『摂津名所図会』に「いにしへ川西船場に田圃多くして、上町より農民かよひて耕作をなす」と記載され、豊臣期に市街化していた上町側（東側）から市街化する以前の船場側（西側）の農地へ渡るために架橋された。
江戸時代には谷町筋以東に大坂城代下屋敷・京橋口定番与力屋敷・大坂町奉行御金蔵などが立地し、公儀橋の一つだったが、日常の維持管理は橋周辺の町々に課せられ、東は谷町筋から西は御堂筋あたりの橋筋が橋掛かり町の範囲だった。
明治時代の半ばに鉄柱木橋に架け替えられ、第一次大阪都市計画事業により1926年（大正15年）に鉄筋コンクリートのアーチ橋に架け替えられた。現在の橋は1969年（昭和44年）に中央大通の敷設に伴い架け替えられたもので、このとき初めて東行き平面道路＝上流側（北側）の橋が架橋された。

### 橋の概要
- 形式：桁橋
- 橋長：上流側 33.14m、下流側 32.00m
- 幅員：上流側 18.35m、下流側 18.35m
- 完成：1969年

## 町名

### 地理
現行行政地名は農人橋一丁目から農人橋三丁目。

### 歴史
江戸時代から見られる町名だが、町域は元来の農人橋通沿いの松屋町筋以東のみで、現在の町域より狭いものだった。1989年（平成元年）に農人橋詰町・両替町1 - 2丁目・農人橋1 - 2丁目・南農人町1 - 2丁目を農人橋1 - 3丁目に改編して現在の町域となった。なお、1872年（明治5年）まで両替町1 - 2丁目は伏見両替町1 - 2丁目、現在の農人橋3丁目の南隣に位置する材木町は農人橋材木町という町名だった。
慶長年間に安国寺恵瓊の屋敷があったことから、元来の農人橋通の上町台地を登る坂道は安国寺坂、または恵瓊坂と呼ばれる。

### 世帯数と人口
2019年（平成31年）3月31日現在の世帯数と人口は以下の通りである。
| 丁目         | 世帯数    | 人口    |
| ------------ | --------- | ------- |
| 農人橋一丁目 | 642世帯   | 1,147人 |
| 農人橋二丁目 | 483世帯   | 799人   |
| 農人橋三丁目 | 116世帯   | 121人   |
| 計           | 1,241世帯 | 2,067人 |

人口の変遷
国勢調査による人口の推移。
| 1995年（平成7年）  | 755人   | [ 5 ] |  |
| 2000年（平成12年） | 797人   | [ 6 ] |  |
| 2005年（平成17年） | 1,028人 | [ 7 ] |  |
| 2010年（平成22年） | 1,789人 | [ 8 ] |  |
| 2015年（平成27年） | 2,087人 | [ 9 ] |  |

世帯数の変遷
国勢調査による世帯数の推移。
| 1995年（平成7年）  | 264世帯   | [ 5 ] |  |
| 2000年（平成12年） | 306世帯   | [ 6 ] |  |
| 2005年（平成17年） | 528世帯   | [ 7 ] |  |
| 2010年（平成22年） | 953世帯   | [ 8 ] |  |
| 2015年（平成27年） | 1,154世帯 | [ 9 ] |  |

### 事業所
2016年（平成28年）現在の経済センサス調査による事業所数と従業員数は以下の通りである。
| 丁目         | 事業所数  | 従業員数 |
| ------------ | --------- | -------- |
| 農人橋一丁目 | 65事業所  | 718人    |
| 農人橋二丁目 | 142事業所 | 2,026人  |
| 農人橋三丁目 | 8事業所   | 97人     |
| 計           | 215事業所 | 2,841人  |

### 施設
- 大阪市立南大江小学校
- グローバルグロー・イマジン
- リヒトラブ
- 日本防火ライト工業
- フジ医療器
- 大和リース
- ピップ 本社

### その他
日本郵便
- 〒540-0011[3]（集配局：大阪東郵便局[11]）

## 交通

### 鉄道
- Osaka Metro 谷町四丁目駅
  - 谷町線・中央線

### 道路
高速道路
- 阪神高速13号東大阪線

主要地方道
- 大阪市道築港深江線（中央大通）
- 大阪市道天神橋天王寺線（松屋町筋）

### 農人橋交差点
中央大通と松屋町筋の交点で、農人橋（橋梁）の少し東側に位置する。松屋町筋は南行き一方通行となり、中央大通は平面道路に加えて高架道路も当交差点において松屋町筋と平面交差する。中央大通から松屋町筋へ行くには、東行き高架道路から右折、または、西行き平面道路から左折する必要があり、東行き平面道路（二段階右折となる原付・自転車を除く）および西行き高架道路から松屋町筋へ行くことはできないので注意。
歩道橋は四方に設置されており、横断歩道・自転車横断帯は交差点北側にのみ設置されている。